# محمود شاه الأول سلطان قدح
بادوكا سري السلطان محمود شاه الأول ابن السلطان مزعل شاه (توفي 22 مايو 1321) كان خامس سلاطين قدح. كان عهده من 1280 إلى 1321. كان قد أمر ببناء كوتا سيبوتيه وكوتا دي هولو سانغاي ميربا كحصن.